# The Story of a Fierce Bad Rabbit
The Story of a Fierce Bad Rabbit (em português: A História de um Coelho Feroz), é um livro infantil britânico escrito e ilustrado por Beatrix Potter, e editado pela Frederick Warne & Co em Dezembro de 1906. O livro conta a história de um pequeno coelho que é atingido por um tiro de um caçador e fica sem a sua cauda e os seus bigodes. A história era direccionada a bebés e crianças muito novas, e foi publicada, no início, numa tira de papel dobrado, dentro de uma carteira, e atado com um laço. Este formato não conseguiu ser aceite pelos vendedores de livros, e a história acabou por ser impressa no formato-padrão de pequeno livro como o do The Tale of Peter Rabbit. Embora o livro tenha vendido bem, ainda existem várias cópias dele. 